# Botanophila intermedia
Botanophila intermedia este o specie de muște din genul Botanophila, familia Anthomyiidae. A fost descrisă pentru prima dată de Zetterstedt în anul 1860.
Este endemică în Sweden. Conform Catalogue of Life specia Botanophila intermedia nu are subspecii cunoscute.